# عشق در نگاه اول (فیلم ۱۹۳۲)
عشق در نگاه اول (آلمانی: Liebe auf den ersten Ton) یک کمدی به کارگردانی کارل فرولیش است که در سال ۱۹۳۲ منتشر شد.
از بازیگران آن می‌توان به کارل اتلینگر و رودولف پلاته اشاره کرد.